# ایوت یانگ
ایوت یانگ (انگلیسی: Yvette Yong؛ متولد ۹ مارس ۱۹۹۰) یک تکواندوکار کانادایی است. او دارنده مدال برنز مسابقات قهرمانی تکواندو جهان در سال ۲۰۰۹ است. او در بازی‌های پان امریکن ۲۰۱۵ که در تورنتو برگزار شد، عضو تیم کانادا بود.